# Zimske olimpijske igre 1924
Zimske olimpijske igre 1924 (uradno I. zimske olimpijske igre) so potekale leta 1924 v Chamonixu (Francija). 